# Miguel Coutinho
Miguel Cunha Coutinho (Ibirapitanga, 1938 – 2004) foi um político brasileiro, formado em Sociologia e Direito, deputado estadual pela Assembleia Legislativa da Bahia e prefeito do município de Ipiaú. Também foi vereador nos municípios de Ibirapitanga e Barra do Rocha, além de grande produtor de cacau e criador de gado e cavalo de destaque na Bahia.

## Carreira política
Foi eleito deputado estadual pela Assembleia Legislativa da Bahia, exercendo mandato de 1975 a 1979. Durante sua grande atuação em diversas mesas diretoras do parlamento baiano.
- Foi vice-presidente da Comissão de Agricultura e Incentivo Rural (1977–1978);
- Titular da Comissão de Desenvolvimento Econômico (1975–1976);
- Suplente das Comissões de Finanças e Orçamento, Agricultura e Redação de Leis.

Em 1988, foi eleito prefeito do município de Ipiaú, cargo que exerceu até 1992. Sua gestão foi marcada por importantes obras de infraestrutura e ajuda ao povo menos favorecido,  era popularmente conhecido como pai dos pobres de Ipiaú:
- Construção do Conjunto Habitacional Antônio Carlos Magalhães (bairro ACM);
- Pavimentação de bairros como Conceição e Rua da Granja;
- Construção do novo matadouro municipal.

Durante seu mandato, Ipiaú recebeu o título de Município Modelo da Bahia, concedido pelo Governo Federal.

## Homenagens
Em 2004, foi homenageado com o título de Cidadão Ipiauense pela Câmara Municipal. Seu nome também batiza a Quadra Poliesportiva Miguel Cunha Coutinho, em Ipiaú.

## Legado
Miguel Coutinho é lembrado como uma figura de liderança regional e influência política em todo estado, com forte presença tanto na zona rural quanto urbana do sul da Bahia.